# Free Legal Assistance Group
Группа бесплатной юридической помощи (FLAG) является общенациональной организацией юристов-правозащитников на Филиппинах. Основан в 1974 году  Хосе Райт Диокно, Лоренцо Таньяда, Дж. Б. Л. Рейес, и Джокером Арройо в эпоху военного положения при бывшем президенте Фердинанде Маркосе. Это первая и самая большая группа юристов-правозащитников, созданная в стране. Они работают над противодействием различным нарушениям прав человека и гражданских свобод.
FLAG была основана в октябре 1974 года сенатором Хосе В. Диокно, сен. Лоренцо М. Таньяда, судьёй Дж. Б. Л. Рейес, и Атти Джокер Арройо — через два года после провозглашения в 1972 году Военного положения при Фердинанде Маркосе. Группа была задумана как средство поддержки жертв прав человека с помощью нового и новаторского метода, называемого правовой помощью в целях развития или юридической защитой в целях развития. Член FLAG Atty. Позже Арно Санидад заявил, что в 1976 году он был среди пяти юристов из Университета Филиппин в Дилимане, которые стали первыми помощниками юристов в стране под руководством Диокно и ФЛАГ.
Во время диктатуры FLAG защищал фермеров, подобных жертв аграрной реформы, и активистов, ставших жертвами военизированных злоупотреблений, при этом Диокно, как известно, помогал еще больше, предоставляя пособия клиентам без каких-либо финансовых средств.
Деятельность FLAG иногда подвергала опасности работающих с ними юристов. Среди (по крайней мере) двенадцати юристов FLAG, убитых во время диктатуры, были Зорро Агилар, Ромрафло Таоджо и Крисостомо Кайлинг, все из которых с тех пор были отмечены тем, что их имена были высечены на стене памяти в филиппинском Бантайог нг мга. Баяни, посвященный мученикам и героям, сражавшимся против авторитарного правления диктатуры Маркоса.

## Недавняя история
Его нынешним председателем с 2003 года является адвокат по правам человека Чел Диокно, декан-основатель юридического факультета Таньяда-Диокно Университета Де Ла Саль. Среди недавних выступлений FLAG была помощь в сдерживании волны внесудебных казней, связанных с филиппинской войной с наркотиками, начатой президентом Родриго Дутерте. Также были дела, связанные с делом о клевете в отношении Марии Рессы, а также с Законом о борьбе с терроризмом от 2020 года.
Юристы FLAG Чел Диокно и Санидад обратились с ходатайством об объявлении раздела 4 (e) неконституционным, об определении терроризма как исключающего пропаганду, протест, инакомыслие и подобные действия, «не направленные на причинение смерти или серьезного физического вреда человеку, создание опасности для жизни человека. или создать серьезную угрозу общественной безопасности». Верховный суд согласился объявить его неконституционным за его чрезмерность.